# Dávid Keresteš
Dávid Keresteš (sinh 4 tháng 9 năm 1995) là một tiền vệ bóng đá Slovakia hiện tại thi đấu cho câu lạc bộ Fortuna Liga 1. FC Tatran Prešov.

## Sự nghiệp câu lạc bộ

### 1. FC Tatran Prešov
Keresteš ra mắt tại Fortuna Liga cho 1. FC Tatran Prešov trước MFK Ružomberok ngày 16 tháng 7 năm 2016.